# Медісін-Лодж (Канзас)
Медісін-Лодж (англ. Medicine Lodge) — місто (англ. city) в США, в окрузі Барбер штату Канзас. Населення — 1781 особа (2020).

## Географія
Медісін-Лодж розташований за координатами 37°17′6″ пн. ш. 98°34′53″ зх. д. / 37.28500° пн. ш. 98.58139° зх. д. (37.285114, -98.581304).  За даними Бюро перепису населення США в 2010 році місто мало площу 3,14 км², уся площа — суходіл.

### Клімат
| Клімат : Медісін-Лодж        | Клімат : Медісін-Лодж | Клімат : Медісін-Лодж | Клімат : Медісін-Лодж | Клімат : Медісін-Лодж | Клімат : Медісін-Лодж | Клімат : Медісін-Лодж | Клімат : Медісін-Лодж | Клімат : Медісін-Лодж | Клімат : Медісін-Лодж | Клімат : Медісін-Лодж | Клімат : Медісін-Лодж | Клімат : Медісін-Лодж | Клімат : Медісін-Лодж |
| Показник                     | Січ.                  | Лют.                  | Бер.                  | Квіт.                 | Трав.                 | Черв.                 | Лип.                  | Серп.                 | Вер.                  | Жовт.                 | Лист.                 | Груд.                 | Рік                   |
| Абсолютний максимум, °C      | 27,8                  | 32,8                  | 36,7                  | 37,8                  | 41,1                  | 45,0                  | 46,1                  | 47,8                  | 45,0                  | 37,8                  | 32,2                  | 29,4                  | 47,8                  |
| Середній максимум, °C        | 6,1                   | 10,0                  | 15,0                  | 20,6                  | 25,6                  | 31,1                  | 34,4                  | 33,3                  | 28,9                  | 22,2                  | 13,9                  | 7,8                   | 20,8                  |
| Середній мінімум, °C         | −7,8                  | −5,6                  | −0,6                  | 5,0                   | 11,7                  | 17,2                  | 19,4                  | 18,9                  | 13,9                  | 6,1                   | −0,6                  | −6,1                  | 6,0                   |
| Абсолютний мінімум, °C       | −28,9                 | −30                   | −21,7                 | −10                   | −6,7                  | 3,9                   | 8,3                   | 4,4                   | −1,7                  | −12,8                 | −17,8                 | −27,8                 | −30                   |
| Норма опадів, мм             | 18                    | 25                    | 64                    | 69                    | 100                   | 104                   | 77                    | 78                    | 63                    | 59                    | 47                    | 22                    | 726                   |
| ---------------------------- | --------------------- | --------------------- | --------------------- | --------------------- | --------------------- | --------------------- | --------------------- | --------------------- | --------------------- | --------------------- | --------------------- | --------------------- | --------------------- |
| Джерело: The Weather Channel |                       |                       |                       |                       |                       |                       |                       |                       |                       |                       |                       |                       |                       |

## Демографія
Згідно з переписом 2010 року, у місті мешкало 2009 осіб у 876 домогосподарствах у складі 530 родин. Густота населення становила 639 осіб/км².  Було 1031 помешкання (328/км²).
Расовий склад населення:
| - 96,3 % — білих - 0,7 % — чорних або афроамериканців - 0,4 % — азіатів - 0,3 % — корінних американців - 1,4 % — осіб інших рас |

До двох чи більше рас належало 0,9 %. Частка іспаномовних становила 2,4 % від усіх жителів.
За віковим діапазоном населення розподілялося таким чином: 25,6 % — особи молодші 18 років, 56,5 % — особи у віці 18—64 років, 17,9 % — особи у віці 65 років та старші. Медіана віку мешканця становила 40,0 року. На 100 осіб жіночої статі у місті припадало 102,7 чоловіків;  на 100 жінок у віці від 18 років та старших — 95,2 чоловіків також старших 18 років.
Середній дохід на одне домашнє господарство  становив 63 954 долари США (медіана — 54 125), а середній дохід на одну сім'ю — 78 149 доларів (медіана — 63 636). Медіана доходів становила 55 000 доларів для чоловіків та 30 750 доларів для жінок. За межею бідності перебувало 16,4 % осіб, у тому числі 27,9 % дітей у віці до 18 років та 12,4 % осіб у віці 65 років та старших.
Цивільне працевлаштоване населення становило 1046 осіб. Основні галузі зайнятості: освіта, охорона здоров'я та соціальна допомога — 29,5 %, сільське господарство, лісництво, риболовля — 15,7 %, роздрібна торгівля — 11,2 %, транспорт — 6,9 %.